# Bedaro
Bedaro is een bestuurslaag in het regentschap Bungo van de provincie Jambi, Indonesië. Bedaro telt 3537 inwoners (volkstelling 2010).